# Grabhügel von La Croix Madame

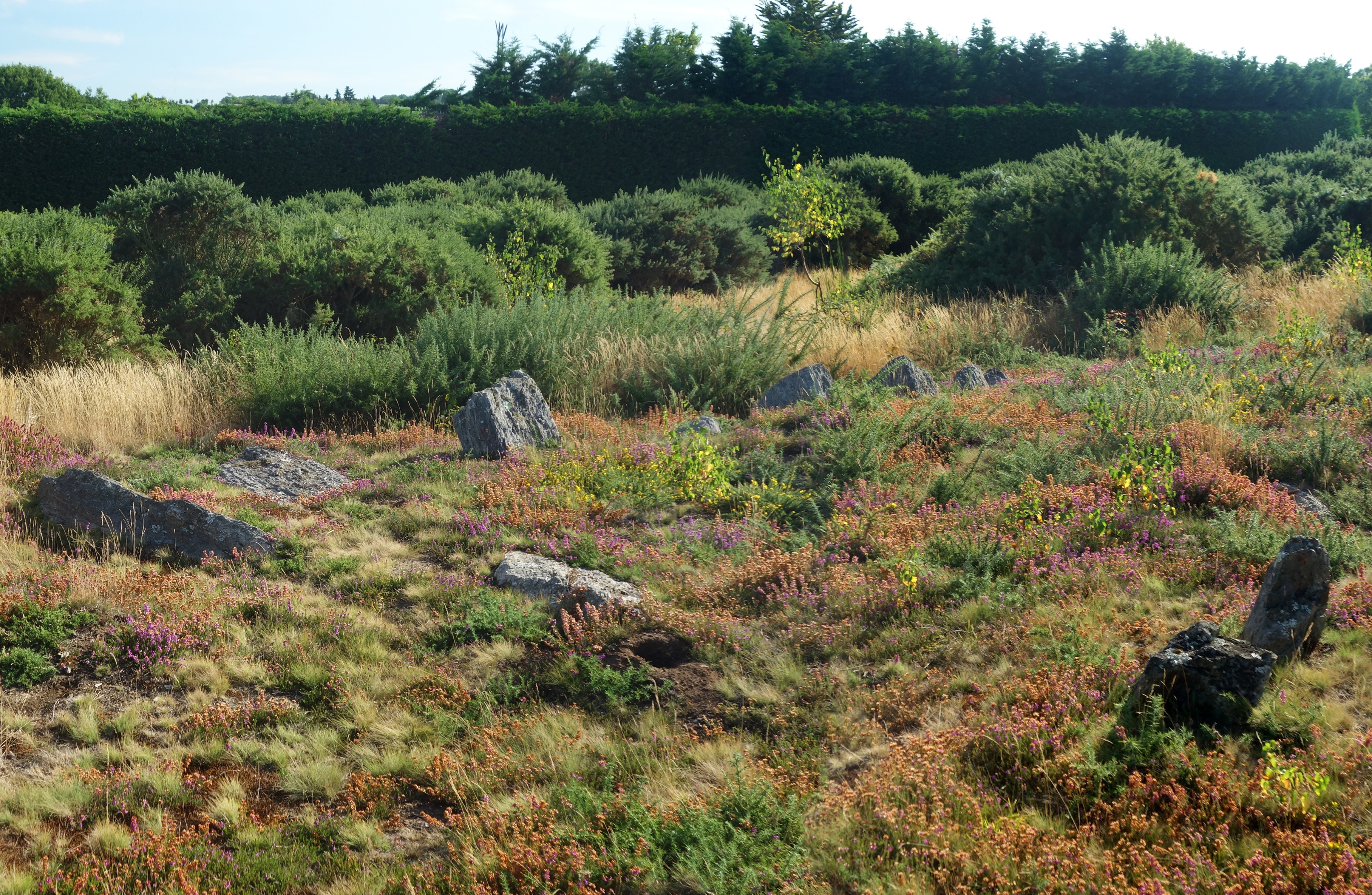
Der große Grabhügel von La Croix-Madame

Die beiden erhaltenen Grabhügel von La Croix-Madame (französisch Tertres de la Croix-Madame) befinden sich westlich von Saint-Just im Südwesten des Département Ille-et-Vilaine in der Bretagne in Frankreich.
Der erste Hügel ist 0,50 m hoch, etwa 22,0 m lang und am östlichen Ende mehr als 10 m und am westlichen Ende weniger als 7 m breit. Etwa 30 Blöcke an der Oberfläche bilden eine nahezu rechteckige Einfassung von etwa 17,0 m Länge und 3,0 bis 4,0 m Breite. Andere Schieferplatten liegen auf der Oberfläche.
Weiter östlich liegt ein Rundhügel von 10,0 bis 12,0 m Durchmesser, aus dem zwei Steinblöcke ragen.